# Хороль
Хоро́ль — село, адміністративний центр Хорольського району Приморського краю Росії.
Населення — 10 860 осіб (2010). Залізнична станція Хорольськ на лінії Новокачалінськ - Сибірцево (нині пасажирські потяги не ходять).
Свою назву населений пункт одержав від переселенців з Полтавської губернії, на честь ріки Хорол і міста Хорол.

## Підприємства
У селі є пивзавод і молокозавод.
Неподалік від села були розташовані (їх давно вже немає) військовий аеродром і метеорологічна станція. На аеродромі у Хоролі базувався 304 Окремий розвідувальний полк Авіації ВМФ (304 ОДРАП), до складу якого входили літаки стратегічної морської розвідки Ту-95РЦ. Для використання як резервне місце посадки радянського космоплану «Буран» аеродром піддався серйозній реконструкції зі спорудженням додаткових об'єктів інфраструктури.

## Відомі люди
- Яхно Павло (1898–?) — український громадський діяч на Далекому Сході.
- Глухенький Микола Герасимович (1929–1993) — український письменник і перекладач, дисидент.